# Sestriere Ecorally
Il Sestriere Ecorally è una competizione automobilistica con partenza e arrivo a Sestriere, riservata a veicoli alimentati tramite fonti di energia alternativa e inserita nel 2012 e nel 2013 nel programma del Campionato del mondo FIA energie alternative.

## Albo d'oro recente
| Edizione | Vincitore                                                 | 2º classificato                                           | 3º classificato                                       |
| -------- | --------------------------------------------------------- | --------------------------------------------------------- | ----------------------------------------------------- |
| 2012     | Massimo Liverani (pilota) Alessandro Talmelli (co-pilota) | Marcello Saporetti (pilota) Vincenzo Blandino (co-pilota) | Guido Guerrini (pilota) Leonardo Burchini (co-pilota) |
| 2012     | Fiat 500 Abarth                                           | Peugeot 3008                                              | Alfa Romeo Mito                                       |
| 2013     | Roberto Viganò (pilota) Andrea Fovana (co-pilota)         | Vincenzo Di Bella (pilota) Alberto Conte (co-pilota)      | Massimo Liverani (pilota) Valeria Strada (co-pilota)  |
| 2013     | Alfa Romeo Mito                                           | Peugeot 3008                                              | Fiat 500 Abarth                                       |